# Interfaces and Free Boundaries
Interfaces and Free Boundaries is een internationaal, aan collegiale toetsing onderworpen wetenschappelijk tijdschrift op het gebied van de wiskunde. De naam wordt in literatuurverwijzingen meestal afgekort tot Interface. Free Bound. Het tijdschrift wordt uitgegeven de European Mathematical Society.